# Hôpital du Saint-Esprit (Mayence)

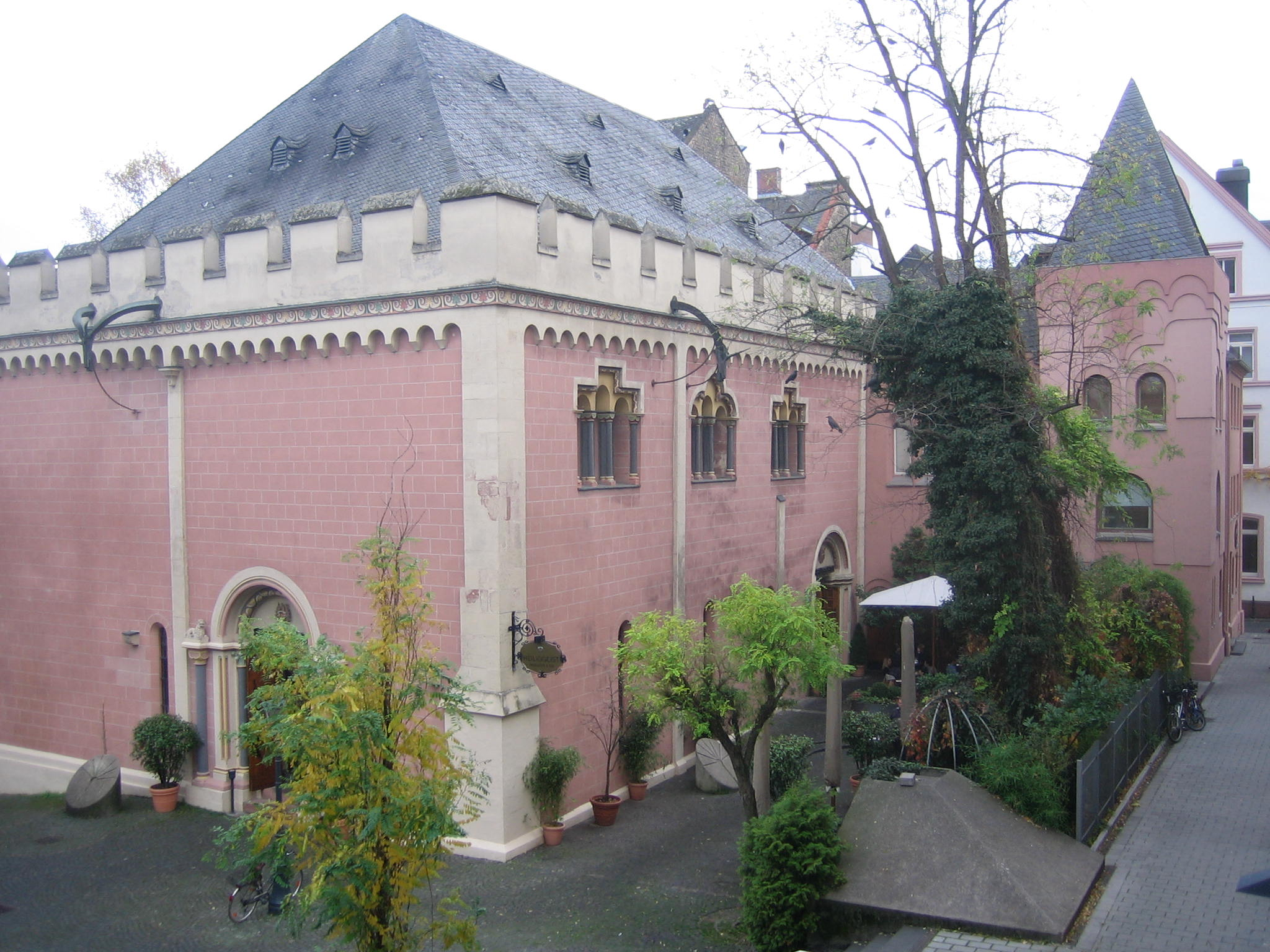
L'hôpital vers nord-est

Pour les articles homonymes, voir Hôpital du Saint-Esprit.
L'Hôpital du Saint-Esprit de Mayence est un ancien hôpital de style roman du XIIIe siècle protégé au titre de la convention de la protection du patrimoine culturel. C'est le plus vieil hôpital civil d'Allemagne.

## Historique
Tout près de la cathédrale Saint-Martin de Mayence, dans le vieux quartier où subsistent encore plusieurs maisons intéressantes, se voient l'ancien hôpital du Saint-Esprit, où s'est aujourd'hui installée une brasserie. Il était alors situé Mailandsgasse (ruelle de Milan), au coin de la Rheinstraße . Il est construit en bordure ouest du Rhin contemporaire, les mures de bâtiment fait part de rempart médiéval de Mayence.
De l'ensemble primitif, commencé par l'archevêque Siegfried III d'Eppstein vers 1236, sont conservées deux grandes salles à trois vaisseaux. La première, dans laquelle on pénètre par une porte romane, est éclairée par un triplet et couverte de voûtes d'arêtes ; au-dessus se trouvait la chapelle, dont l'abside, percée de fenêtres en plein cintre est encore conservée. Derrière, une grande et haute salle gothique, à nef et collatéraux de même hauteur, est couverte de voûtes aux nombreuses nervures portées par de hautes et minces colonnes. 
Un grand et riche portail, qui se trouvait au nord-est, a été transporté, au XIXe siècle, dans la cathédrale, au fond du croisillon nord.